# Take Me Home (canción de Alexandra Stan)
«Take Me Home» es una canción de la cantante rumana Alexandra Stan, estrenada en formato digital y streaming el 5 de mayo de 2020 a través de Universal Music Rumania. Liviu Teodorescu y Stan se encargaron de la producción, mientras que esta última escribió la pista junto con iRonic Distors. Un crítico de música describió a «Take Me Home» como un alejamiento de los trabajos previos de la artista orientados al género EDM, pues contiene una guitarra acústica tocada por Mircea Steriu en su instrumentación. La letra se centra en Stan quien extraña a su interés amoroso y desea estar con él en casa. Jonathan Currinn, del sitio CelebMix, elogió la voz de Stan y pensó que la temática de soledad en la canción era relevante, en especial durante la cuarentena debido a la pandemia de COVID-19 . La intérprete subió el video oficial en su canal oficial de YouTube simultáneamente con el lanzamiento del sencillo. Filmado en Bucarest por Cătălin Dardea, el videoclip presenta a Stan interpretando la canción, acompañada por Steriu con la guitarra.

## Antecedentes y composición
«Take Me Home» fue producida por Liviu Teodorescu y Stan, mientras que esta última se encargó de la composición junto con iRonic Distors. Andrei Kerestely manejó el proceso de mezcla y masterización, y se desempeñó como ingeniero de audio en los estudios Midi Sound, mientras que Mircea Steriu recibió créditos adicionales por tocar la guitarra. La discográfica Universal Music Rumania estrenó «Take Me Home» en formato digital y streaming el 5 de mayo de 2020. La canción fue escrita alrededor de 2016 y Stan la interpretó en varios conciertos mucho antes de ser lanzada. Durante una entrevista con Neatza cu Răzvan și Dani, la cantante reveló que, al principio, se había planeado una producción más compleja para «Take Me Home». Sin embargo, Stan decidió que fuera una guitarra acústica. Jonathan Currinn, del sitio CelebMix, describió la pista como un alejamiento de los trabajos previos de la artista orientados al género EDM, y también la comparó con su propio sencillo «Thanks for Leaving» (2014). Líricamente, «Take Me Home» se centra en la cantante quien extraña a su interés amoroso y desea estar con él en casa; la palabra «home»—en español: Hogar—se usa como una metáfora dirigida hacia «ellos y cómo te hacen sentir».

## Video musical
El video oficial de «Take Me Home», dirigido por Cătălin Dardea, se estrenó en el canal oficial de Stan en YouTube el 5 de mayo de 2020. Filmado en un escenario minimalista en Bucarest unos meses antes de su lanzamiento, el videoclip presenta a Stan durante una interpretación en directo junto a Steriu con la guitarra. La cantante luce la mitad delantera de un vestido negro que está atada con correas a su espalda, junto con pantalones rojos y blancos, y botines de color turquesa. Raluca Chirilă, de InfoMusic, elogió el metraje por llevar al espectador a un «estado de sueño», mientras que Currinn, de CelebMix, elogió la vestimenta de Stan y su talento vocal, pero criticó levemente las tomas en primer plano ya que, según el profesional, hicieron que el video fuera «difícil de disfrutar».

## Formatos
| Descarga digital |                |          |  |
| N.º              | Título         | Duración |  |
| 1.               | «Take Me Home» | 4:45     |  |

## Historial de lanzamiento
| País  | Fecha             | Formato(s)       | Discográfica | Ref.  |
| ----- | ----------------- | ---------------- | ------------ | ----- |
| Mundo | 5 de mayo de 2020 | Descarga digital | Universal    | [ 2 ] |